# Скьянг-Кангри
Скьянг-Кангри (урду سکیانگ کنگری‎) — вершина в горном хребте Балторо-Музтаг горной системы Каракорум (7544 м). Находится на спорной территории Гилгит-Балтистан, по границе Пакистана с Китаем, в семи километрах к северо-востоку от К2. Вершина является 44-й по высоте вершиной в мире. Название «Лестничный пик» применяется к Восточному хребту, который напоминает гигантскую лестницу с пятью ступенями.

## Геология
Как можно определить по ограниченным обнажениям, вершины, северные и северо-восточные склоны Скайанг Кангри состоят преимущественно из известняков формации Шаксгам, которые в значительной степени покрыты льдом. Далее на юг и запад, обнажения K2 Gneiss происходят между ним и ледником Skyang Luungpa, где K2 Gneiss находится в разломном контакте с сильно складчатыми и нарушенными пластами формаций Shaksgam и Baltoro. Нижний юго-восточный фланг Скайанг Кангри состоит из полосы чёрного сланца формации Балторо, которая лежит в основе формации Шаксгам и находится в разломном контакте с основной частью Гнейса К2, которая включает К2.
Шаксгамская свита сложена массивными шельфовыми известняками коричнево-серого цвета мелководно-морского происхождения. Эти известняки иногда содержат прослои коричневого и желтоватого песчаника и светлого мергеля . Они слабо метаморфизованные, содержат пермских брахиопод (Productus sр.) Lamellibranchia, мшанок, кораллы, морские лилии и фораминифер (Parafusulina sр.). Мощность шаксгамской свиты составляет не менее 1000 метров (3300 футов).
Формация Балторо состоит из тонкослоистых черных слоистых сланцев, часто переходящих в черные сланцы. Сланцы сильно раздроблены и метаморфизованны до уровня нижних зеленосланцевых фаций. Сланцы прослоены тонкими пластами известняка и песчаника темного цвета. Эти пласты не содержат окаменелостей и относятся на основании их стратиграфического положения к периоду до каменноугольного периода. Сланцы формации Балторо являются частью мощной толщи хорошо расщепленных черных сланцев, которые обнажаются почти по всей длине Каракорума. Эти черные сланцы включают сланцы Сингхи, сланцы Сарпо Лагго и сланцы Пасу.

## Восхождения
В 1909 году Скьянг-Кангри безуспешно пытался покорить известный альпинист и исследователь Луиджи Амадео ди Савойя во время экспедиции на К2. Вторая попытка восхождения была предпринята в 1975 году австрийцами под руководством Ф. Дойчменна. Она оказалась неудачной: один альпинист погиб, а другого пришлось эвакуировать на вертолёте.
Первое восхождение состоялось 11 августа 1976 года японской экспедицией по восточному гребню. В 1980 году американские альпинисты Джефф Лоу и Майкл Кеннеди попытались подняться по западному гребню Скьянг-Кангри, но дошли лишь до 7070 метров. Больше попыток восхождения не было.